# David Watson (Fußballspieler, 1946)
David „Dave“ Vernon Watson (* 5. Oktober 1946 in Stapleford, Nottinghamshire, England) ist ein ehemaliger englischer Fußballspieler. Der Innenverteidiger und 65-fache englische Nationalspieler gewann 1973 mit seinem damaligen Verein AFC Sunderland den FA Cup.

## Sportlicher Werdegang

### Karrierestart bei Notts County, Rotherham United und dem AFC Sunderland
David Watson, dessen älterer Bruder Peter ebenfalls Profifußballer war, begann seine Laufbahn 1966 als Stürmer bei seinem Heimatverein Notts County. Im Jahre 1968 wechselte er zu Rotherham United, bevor es ihn 1970 in den äußersten Nordosten Englands zum AFC Sunderland zog. Der damals dort aktive Trainer Bob Stokoe schulte den Mittelstürmer zu einem Abwehrspieler um.
Obwohl sich die „Black Cats“ in der ersten Hälfte der 1970er-Jahre in der zweitklassigen Second Division aufhielten, gelang der Mannschaft mit Watson im Jahre 1973 der Einzug ins FA-Cup-Endspiel, wo man im Wembley-Stadion dem amtierenden Pokalsieger und mit international erfahrenen Spielern gespickten Verein Leeds United gegenüberstand und letztlich überraschend mit 1:0 gewinnen konnte.
Durch seine guten Leistungen in der zweiten Liga machte Watson auch auf höchster Ebene auf sich aufmerksam und kam nur knapp ein Jahr später zu seinem ersten Einsatz für England in einem Freundschaftsspiel gegen Portugal in Lissabon. Er war dabei einer – für einen mittlerweile 27-Jährigen verhältnismäßig alten – von insgesamt sechs Debütanten (darunter war zudem noch Trevor Brooking), wobei diese Begegnung die letzte Partie unter dem Weltmeistertrainer Alf Ramsey sein sollte. Im weiteren Verlauf des Jahres 1974 absolvierte Watson sein zweites Länderspiel, als er bei der 0:2-Niederlage gegen Schottland im Hampden Park spät für Norman Hunter eingewechselt wurde. Erst mit seinem siebten Einsatz für England absolvierte er ein Pflichtspiel in der Nationalmannschaft und schlug in einem Qualifikationspartie für die Fußball-Europameisterschaft 1976 die Auswahl der Tschechoslowakei im Wembley-Stadion mit 3:0 (England verpasste letztlich trotzdem die Teilnahme an der EM-Endrunde und die tschechoslowakische Auswahl gewann am Ende sogar den Titel).

### Wechsel zu Manchester City
Watson entwickelte sich fortan immer mehr zu einem Stammspieler in der englischen Nationalmannschaft und kam in allen Länderspielen des Jahres 1975 zum Zuge. Im Vereinsfußball agierte er bis zum Sommer 1975 weiterhin zweitklassig, denn trotz des Pokalgewinns gelang dem AFC Sunderland der Aufstieg in die oberste englische Spielklasse bis zu diesem Zeitpunkt nicht. Für eine Ablösesumme von 275.000 britische Pfund wechselte der damals 14-fache Nationalspieler schließlich zu Manchester City. Das Länderspieljahr endete für ihn mit der Niederlage im Rückspiel gegen die Tschechoslowakei und mit einem Remis in Portugal.
In seinem neuen Verein fügte sich Watson gut ein, belegte 1976 am Ende der Saison in der First Division den achten Platz und zog ins Finale des Ligapokals ein, in dem Manchester City den Gegner Newcastle United mit 2:1 besiegte. Aufgrund einer bereits im Herbst 1975 erlittenen – aber nicht operierten – Rückenverletzung unterzog sich Watson im Mai 1976 einer Laminektomie und kam deswegen zu keinen weiteren Länderspielen im gesamten Jahr 1976 (darunter drei Qualifikationsspiele für die WM 1978 in Argentinien). Obwohl er bei Manchester City weiterhin sporadisch eingesetzt wurde, stand er auch in seinem Verein in zahlreichen Spielen infolge der Verletzung nicht zur Verfügung. Insgesamt konnte seine Mannschaft aber trotz des Fehlens von Watson in der Saison 1975/76 die – gemessen an den Gegentoren – viert-beste Abwehr stellen. In den Länderspielen experimentierte der Trainer Don Revie während Watsons Abwesenheit auf der Innenverteidigerposition mit Phil Thompson vom FC Liverpool sowie mit dem noch sehr jungen Talent Brian Greenhoff von Manchester United. Auch an einem speziellen Turnier zur 200-Jahr-Feier des amerikanischen Unabhängigkeitstages in den Vereinigten Staaten konnte Watson nicht teilnehmen und verpasste somit die Chance, gegen Spieler wie Pelé und Bobby Moore – beide damals in der NASL aktiv – anzutreten.
Als sich Thompson zu Beginn des Jahres 1977 verletzte und damit die vollständige Schlussphase verpasste, in der der FC Liverpool seinen ersten Europapokal der Landesmeister gewann, kehrte der wieder genesene – mittlerweile 30-jährige – Watson in die erste Elf Englands zurück. Im gesamten Länderspieljahr 1977 verpasste er keine einzige Minute auf dem Spielfeld und besiegte dabei in den Qualifikationsspielen zweifach Luxemburg und Italien, denen man sich zuvor noch hatte geschlagen geben müssen. England verpasste jedoch bereits zum zweiten Male in Folge durch den zweiten Platz hinter Italien die Teilnahme an einer Weltmeisterschaftsendrunde. Watson blieb hingegen auch unter dem Trainer Ron Greenwood bis 1980 stetig Stammspieler und absolvierte in diesem Zeitraum alle Länderspiele.

### „Abenteuer Deutschland“ und Rückkehr nach England
In der Saison 1977/78 übernahm Watson in seinem Verein das Amt des Mannschaftskapitäns, nachdem der altgediente Mike Doyle seine Karriere auslaufen ließ. Manchester City beendete die Spielzeit auf dem vierten Platz und Watson verpasste dabei nur eine einzige Partie. In der Nationalmannschaft kräftigte er weiter seinen Status als Stamm-Innenverteidiger und war dabei Teil des Teams, dem in Kopenhagen mit einem 4:3 gegen Dänemark nach einem Jahrzehnt wieder einmal die Qualifikation für ein bedeutendes Turnier gelang.
Zur Spielzeit 1979/80 wechselte Watson dann überraschend nach Deutschland zu Werder Bremen, wo er die Position des Liberos bekleiden sollte. Die Vereinsführung von Werder versprach sich von dem erfahrenen Watson zum einen Stabilität für den Klassenerhalt und des Weiteren innerhalb von drei bis vier Jahren eine schrittweise Übertragung dieser Schlüsselposition auf Hans-Jürgen Offermanns. Bereits in seinem zweiten Meisterschaftsspiel jedoch beim TSV 1860 München wurde Watson beim 1:4 in der 35. Minute mit der roten Karte vom Platz gestellt und erhielt neben einer vereinsinternen Geldstrafe in Höhe von 10.000 DM eine achtwöchige Sperre durch den DFB. Über diese lange Auszeit war Watson sehr verärgert und verweigerte danach – nach eigenen Angaben aufgrund einer Verletzung – seine Mitreise zum Auswärtsspiel beim FC Schalke 04, das am 6. Oktober des Jahres stattfand. Nur kurze Zeit später kehrte er dann wieder nach England zurück, wo er künftig für den FC Southampton spielen sollte.
Im Vorfeld der Europameisterschaft in Italien kam Watson gegen Argentinien zu seinem 50. Länderspiel. Im Turnier selbst absolvierte er alle drei Vorrundenbegegnungen, schied aber mit seiner Mannschaft nach je einem Remis, einer Niederlage und einem Sieg gegen Belgien, Italien und Spanien frühzeitig aus.
In Southampton bildete Watson mit seinen englischen Nationalmannschaftskameraden Kevin Keegan, Mick Channon und Alan Ball eine mit großen Namen gespickte Mannschaft. Obwohl allgemein vermutet wurde, dass sich der mittlerweile 33-jährige Watson im Herbst seiner Karriere befand, kam er sowohl in seinem neuen Verein als auch in der Nationalmannschaft noch in einer weiter tragenden Rolle zum Einsatz und agierte in insgesamt sechs von acht Qualifikationsspielen für die WM 1982 in Spanien. Erst in den letzten beiden Pflichtspielen nominierte Greenwood Russell Osman für den ersten und – an Stelle von Watson – Alvin Martin für den zweiten Innenverteidigerposten. England sicherte sich durch einen 1:0-Sieg gegen Ungarn die erste Weltmeisterschaftsteilnahme nach zwölf Jahren und in den anschließenden Vorbereitungsspielen kam Watson in den sechs Monaten nur zweifach zum Einsatz (im Februar 1982 bei einem 4:0 gegen Nordirland und im Juni des gleichen Jahres – zwei Wochen vor dem ersten WM-Gruppenspiel – beim 1:1 gegen Island in Reykjavík). Mittlerweile hatte Watson Southampton verlassen, um sich Stoke City anzuschließen. Dadurch wurde er zum ersten englischen Nationalspieler, der während seiner Länderspielkarriere bei fünf verschiedenen Vereinen unter Vertrag stand (diese Rekordmarke wurde später erst von Peter Shilton und David Platt eingestellt).

### Die letzten Karrierestationen
Zur Enttäuschung von Watson wurde er von Greenwood nicht in den 22-köpfigen Kader für die Weltmeisterschaft berufen. Stattdessen belegten Thompson sowie der junge Terry Butcher von Ipswich Town die beiden Innenverteidigerpositionen in der Mannschaft und als Ersatzmann wurde der ebenfalls noch unerfahrene Steve Foster von Brighton & Hove Albion nominiert. Als Greenwood nach dem Turnieraus in der zweiten Runde aus dem Traineramt ausschied, baute der Nachfolger Bobby Robson ein neues Team auf, in dem der 36-jährige Watson keine weitere Rolle mehr spielen sollte. Er beendete somit nach 65 Länderspielen und vier Toren seine Karriere in der englischen Nationalmannschaft, was zu diesem Zeitpunkt in der Rekordliste der meisten Länderspiele den siebten Platz bedeutete. Neben seiner ursprünglichen Höchstmarke als englischer Nationalspieler – bezogen auf seine fünf verschiedenen Profivereinsstationen – ist er der Rekordhalter für einen Nationalspieler Englands, der nie an einer Weltmeisterschaftsendrunde teilgenommen hat. Mit 36 Jahren ist er bis heute einer der ältesten Feldspieler, die jemals für England gespielt haben.
Seine aktive Vereinslaufbahn ließ Watson bei Derby County ausklingen und kehrte zudem kurzzeitig zu seinem ersten Klub Notts County zurück. Vor seinem endgültigen Rücktritt agierte er außerdem noch in der nordamerikanischen Profiliga NASL für die Vancouver Whitecaps (26 Spiele / 3 Tore) und Fort Lauderdale Sun und im englischen Non-League football für Kettering Town.
Im Februar 2020 wurde bekannt, dass Watson neurologisch erkrankt ist, höchstwahrscheinlich an einer chronisch-traumatischen Enzephalopathie.

## Erfolge
- FA-Cup-Sieger: 1973
- Englischer Ligapokalsieger: 1976